# 米夏埃尔·特里切尔
米夏埃尔·特里切尔（德語：Michael Tritscher，1965年11月6日—），奥地利男子高山滑雪运动员。他曾代表奥地利参加1992年冬季奥林匹克运动会高山滑雪比赛，获得男子回转铜牌。